# ジェームズ・マーシャル (ラグビー選手)
ジェームズ・マーシャル（James　Marshall、1990年2月5日 - ）は、ニュージーランド出身のラグビーユニオン選手。

## プロフィール
- ポジションはスタンドオフ(SO)。
- 身長 186cm、体重 90kg
- ニックネームはジミー、ハメス。
- 7人制ニュージーランド代表に選ばれたことがある[2]。

## 略歴
ラグビーを始めたきっかけは友達に誘われたことから。
ネルソンカレッジ、タラナキ、ハリケーンズ、ロンドン・アイリッシュを経て、2018年、コカ・コーラレッドスパークスに加入。同年9月1日に行われたジャパンラグビートップリーグ第1節のヤマハ発動機ジュビロ戦にて先発出場で公式戦初出場を果たす。
2020年、コカ・コーラレッドスパークスを退団した。